# Procès de Sachsenhausen

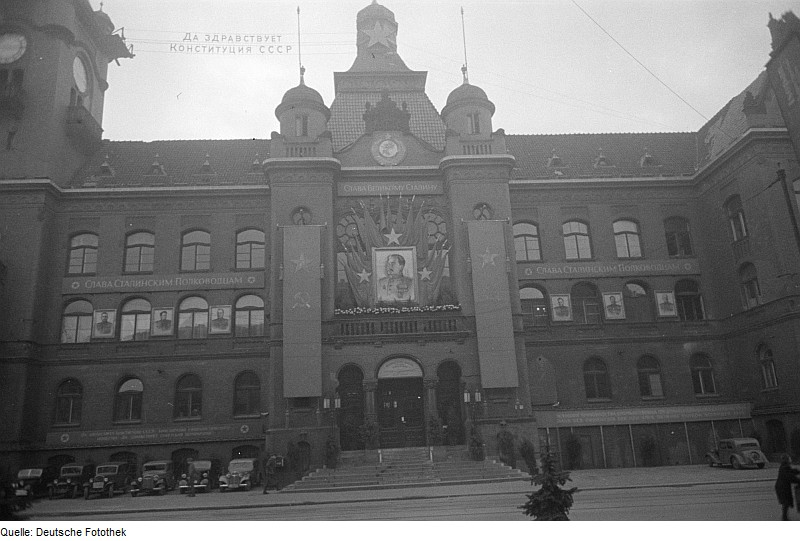
Le procès a eu lieu à la mairie de Pankow, siège du quartier général soviétique en 1946
Inscriptions sur les bannières: "Vive la Constitution de l'URSS ", "Gloire aux généraux de Staline" (entre les rangées de fenêtres) et "Gloire au grand Staline " (section centrale au-dessus du portrait)

Le procès de Sachsenhausen, officiellement désigné en russe sous le nom de "procès de Berlin", était un procès pour crimes de guerre organisé dans la zone d'occupation soviétique par un tribunal militaire soviétique contre des membres du personnel du camp de concentration de Sachsenhausen. Ce procès s'est déroulé du 23 octobre au 1er novembre 1947 à la mairie de Pankow sur la base légale de la Loi n ° 10 du Conseil de contrôle. Le dernier commandant du camp de concentration de Sachsenhausen et douze membres de son personnel, ainsi qu'un fonctionnaire et deux anciens fonctionnaires de la prison ont été inculpés de crimes de guerre et de crimes contre l'humanité. Le procès s'est terminé par 16 condamnations : 14 condamnations à perpétuité et deux peines de 15 ans de prison. Le procès de Sachsenhausen, l'un des rares procès d'un tribunal militaire soviétique qui ait été public, était un procès-spectacle stalinien .
Après la chute du Troisième Reich, les autorités militaires britanniques ont livré aux autorités soviétiques en septembre 1946 au moins douze des accusés qui étaient sous leur garde, ainsi que de nombreuses preuves et des documents d'enquête. Deux fonctionnaires de la prison accusés et un civil accusé étaient déjà détenus par les Soviétiques depuis 1945. Au total, au moins 30 membres du personnel du camp de Sachsenhausen étaient internés en URSS.
Comme il n'avait pas encore été déterminé si le procès devait être également mené devant un tribunal allemand, le parquet de Brandebourg a également ouvert une enquête sur cette affaire. En outre, les autorités soviétiques ont mené des enquêtes approfondies, en particulier sur la fusillade de milliers de prisonniers de guerre soviétiques dans le camp de concentration de Sachsenhausen. Le 10 décembre 1946, a été décidé de mener un procès public à l'encontre de 16 accusés devant un tribunal militaire soviétique et de mener des procès non publics contre les autres accusés. Le contexte de cette décision prise au plus haut niveau soviétique pour la sélection des accusés pour un procès public était probablement non seulement lié à la gravité des infractions, mais aussi la fonction et la notoriété des accusés. Les préparatifs du procès se sont intensifiés en décembre 1946 et les accusés ont été de plus en plus interrogés. Auparavant, le film Todeslager Sachsenhausen (Camp d'extermination de Sachsenhausen) a été tourné dans l'ancien camp de concentration; il devait plus tard servir de preuve lors du procès.
Avant le début du procès de Sachsenhausen, les derniers prévenus ont été internés en détention provisoire dans le camp spécial de Sachsenhausen. Au cours des préparatifs du procès, les accusés ont été interrogés de manière intensive, les témoins confrontés et préparés à leur déposition devant le tribunal par des spécialistes soviétiques de l'interrogation afin d'assurer un «processus sans heurts» selon les idées soviétiques.

## Bases légales
À l'origine, il était prévu de mener à bien le procès selon l'Ukase 43. Pour des raisons de politique étrangère et sur recommandation du ministère soviétique de la Justice, une procédure a été déterminée conformément à la loi n ° 10 du Conseil de contrôle.

### Accusation

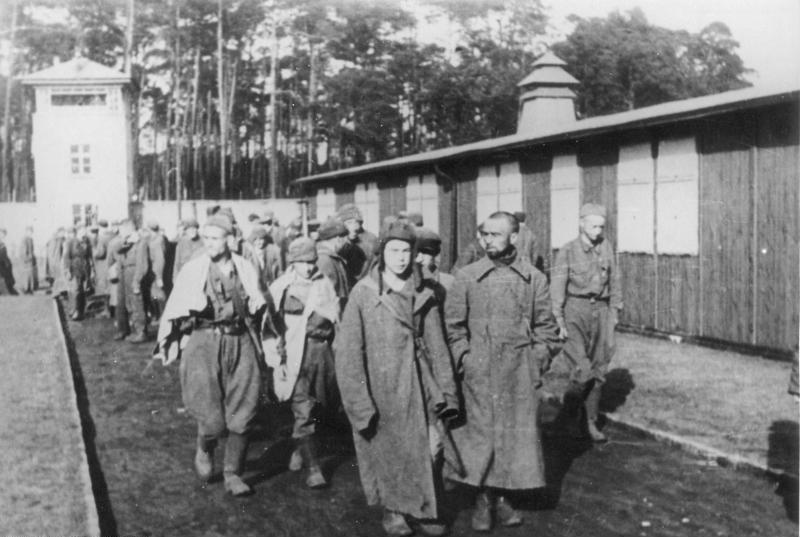
Arrivée de prisonniers de guerre soviétiques au camp de concentration de Sachsenhausen (photo de 1941). Plus de 10000 prisonniers de guerre soviétiques ont été abattus dans le camp de concentration de Sachsenhausen.

Treize des accusés étaient d'anciens SS du camp de concentration de Sachsenhausen : le dernier commandant du camp, le médecin, les deuxième et troisième chefs du camp de détention provisoire, le chef du déploiement de la main-d'œuvre, le directeur de la construction des cellules, le chef du camp annexe de Klinkerwerk, un chef de rapport et cinq chefs de bloc. En outre, deux fonctionnaires prisonniers ont été inculpés ainsi qu'un civil, Brennscheid, qui, en tant que fonctionnaire du ministère de l'Économie du Reich, dirigeait le service d'inspection des chaussures dans le camp. Brennscheid était responsable d'un détachement de 180 personnes qui, lourdement chargé pendant onze heures par jour, devait parcourir 40 km dans les chaussures de la Wehrmacht. De nombreux prisonniers ont ainsi péri d'épuisement ou se sont effondrés, après quoi Brennscheid les a maltraités. Le fonctionnaire prisonnier Sakowski était considéré comme le "bourreau de Sachsenhausen" parce qu'il était présent aux exécutions des codétenus et le brutal Kapo Zander officiait dans le crématorium du camp. Les accusations étaient fondées sur des crimes de guerre et des crimes contre l'humanité. La plupart des membres du personnel du camp SS ont été accusés d'avoir participé au meurtre de prisonniers de guerre soviétiques, et tous les accusés ont également été accusés d'être conjointement responsables du régime criminel du camp. Le médecin du site Baumkötter a également participé à des expériences médicales sur des prisonniers.

### Tribunal
Le tribunal militaire soviétique était composé d'avocats militaires soviétiques expérimenté sous la présidence du lieutenant-colonel Majorow. Les procureurs étaient F. Beljaev et son adjoint Nikolaj Kotlyar. Des avocats soviétiques ont été affectés aux accusés.

## Déroulement du procès
Le procès a commencé le 23 octobre 1947 à la mairie de Pankow. Outre des représentants de la presse internationale, le public comprenait également des personnalités telles que Wilhelm Pieck, Anna Seghers et Otto Grotewohl. Le point central était le meurtre en masse de plus de 10 000 prisonniers de guerre soviétiques à l'automne 1941. Au total, 27 témoins ont été convoqués, dont 17 ont témoigné au cours de la procédure. Le procès a duré 10 jours et le verdict a été prononcé le 1er novembre 1947.
Les verdicts étaient de 14 peines à perpétuité avec travaux forcés et deux peines de quinze ans, également avec travaux forcés. Les verdicts reposaient principalement sur les nombreux aveux des accusés et moins sur les résultats de l'enquête. Afin de les disculper, les défendeurs ont invoqué un impératif d'ordre .

### Les 16 jugements en détail
| Accusé              | Fonction                                  | Rang                                      | Jugement                      |
| ------------------- | ----------------------------------------- | ----------------------------------------- | ----------------------------- |
| Anton Kaindl        | Commandant du camp                        | SS-Standartenführer                       | Perpétuité avec travail forcé |
| Heinz Baumkötter    | Medeçin du camp                           | SS-Hauptsturmführer                       | Perpétuité avec travail forcé |
| August Höhn         | 2. Schutzhaftlagerführer                  | SS-Untersturmführer                       | Perpétuité avec travail forcé |
| Michael Körner      | 3. Schutzhaftlagerführer                  | SS-Obersturmführer                        | Perpétuité avec travail forcé |
| Gustav Sorge        | Rapportführer                             | SS-Hauptscharführer                       | Perpétuité avec travail forcé |
| Kurt Eccarius       | Zellenbauleiter                           | SS-Hauptscharführer                       | Perpétuité avec travail forcé |
| Horst Hempel        | Blockführer und Lagerschreiber            | SS-Hauptscharführer                       | Perpétuité avec travail forcé |
| Ludwig Rehn         | Leiter Abteilung Arbeitseinsatz           | SS-Hauptscharführer                       | Perpétuité avec travail forcé |
| Fritz Ficker        | Blockführer                               | SS-Oberscharführer                        | Perpétuité avec travail forcé |
| Wilhelm Schubert    | Blockführer                               | SS-Oberscharführer                        | Perpétuité avec travail forcé |
| Heinrich Fressemann | Direktor des Klinkerwerkes                | SS-Scharführer                            | Perpétuité avec travail forcé |
| Manne Saathoff      | Blockführer                               | SS-Unterscharführer                       | Perpétuité avec travail forcé |
| Martin Knittler     | Blockführer                               | SS-Rottenführer                           | Perpétuité avec travail forcé |
| Paul Sakowski       | Kapo                                      | Funktionshäftling                         | Perpétuité avec travail forcé |
| Karl Zander         | Blockältester                             | Funktionshäftling                         | 15 ans de travail forcé       |
| Ernst Brennscheid   | Chef de la section de test des chaussures | Beamter des Reichswirtschaftsministeriums | 15 ans de travail forcé       |

## Exécution des jugements
Une fois les verdicts prononcés, les condamnés ont été envoyés au goulag de Vorkuta pour travaux forcés en décembre 1947. Körner, Ficker, Fressemann et Saathoff y sont morts en 1948 ; Kaindl y est mort plus tard. Les survivants ont été libérés mais non-amnisties, en janvier 1956, après la visite d'État de Konrad Adenauer en  Union soviétique en 1955. Ils devaient purger de nouvelles peines en République fédérale d'Allemagne. Au départ, ces rapatriés n'avaient pas à commencer leur garde à vue, mais plusieurs d'entre eux ont ensuite dû répondre à nouveau devant le tribunal et purger également des peines de prison, comme Sorge, Schubert, Höhn, Hempel, Baumkötter et Eccarius. L'ancien Kapo Paul Sakowski, "bourreau de Sachsenhausen", a été le seul à être transféré en RDA. Là, il a dû purger son emprisonnement dans diverses institutions pénales jusqu'en 1970.

## Évaluations et effets
Le procès de Sachsenhausen, qui, à l'instar du procès-spectacle soviétique, était dirigé au centre de Moscou, servait principalement à des fins de propagande. Plusieurs accusés ont fait de nombreux aveux à l'appui de l'acte d'accusation et ont également critiqué le capital monopoliste, tenu pour responsable de l'exploitation du travail des détenus des camps de concentration. Selon les observateurs occidentaux, certaines déclarations des accusés semblaient avoir été apprises par cœur. Contrairement aux jugements rendus par les tribunaux militaires dans les zones d'occupation occidentales, les jugements prononcés dans le procès de Sachsenhausen étaient plutôt doux, la peine de mort ayant été abolie en Union soviétique en mai 1947 pour quelques années.

## Autres procès
- En RDA, d' autres procès ont eu lieu contre des membres du personnel du camp de concentration de Sachsenhausen par exemple contre Arnold Zöllner, condamné en 1966 à la réclusion à perpétuité par le tribunal de district de Rostock pour ses actes dans le camp.
- En République fédérale d'Allemagne, des procès ont également été menés contre des membres de direction du camp de concentration de Sachsenhausen comme par exemple les procès de Cologne dans les années 1960.

## Informations supplémentaires
- Au cours du procès de Sachsenhausen, une équipe de tournage soviétique et est-allemande a tourné un reportage achevé en 1948[12].
- Pour commémorer le procès de Sachsenhausen, une plaque est apposée dans la mairie de Pankow depuis 1989. Après le vol de cette plaque commémorative à l'été 2008, une nouvelle plaque commémorative a été installée à l'hôtel de ville de Pankow en novembre 2008[13].